# Coordinate parallele

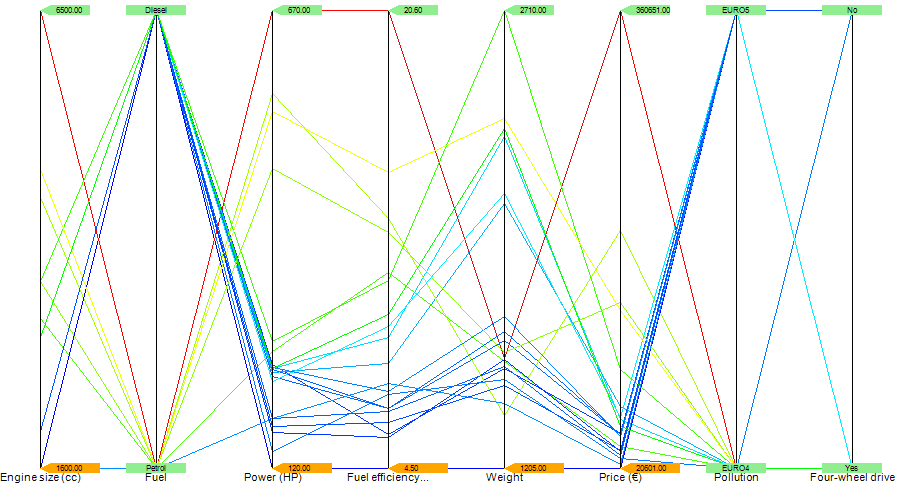
Classificazione di un insieme di auto con grafico a coordinate parallele.

Le coordinate parallele sono un sistema comunemente utilizzato per visualizzare spazi n-dimensionali e analizzare dati multivariati.
Per mostrare un insieme di punti in uno spazio a n dimensioni, vengono disegnate n linee parallele, solitamente verticali e poste a uguale distanza l'una dall'altra. Un punto nello spazio n-dimensionale è rappresentato come una linea spezzata con i vertici sugli assi paralleli. La posizione del vertice sull'i-esimo asse corrisponde all'i-esima coordinata del punto.

## Storia
Le coordinate parallele furono inventate da Maurice d'Ocagne nel 1885 e successivamente riscoperte e diffuse da Al Inselberg nel 1959. Successivamente vennero sistematicamente sviluppate e utilizzate come sistema di coordinate a partire dal 1977.
Alcune importanti applicazioni sono, ad esempio, negli algoritmi di Collision Avoidance per il traffico aereo, nel Data Mining e più recentemente in sistemi di Intrusion Detection.
È importante ricordare come molte di queste applicazioni delle coordinate parallele e il loro successo sono dovute all'articolo "Hyperdimensional Data Analysis Using Parallel Coordinates".

## Considerazioni Statistiche
Nei casi in cui le coordinate parallele siano usate per la visualizzazione di dati statistici, particolare importanza va posta a tre fattori: l'ordine degli assi, la loro rotazione e la scala utilizzata.
L'ordine degli assi è fondamentale per identificare le caratteristiche principali dei dati, e solitamente, nell'analisi dei dati, vengono provate più soluzioni prima di raggiungere un risultato ottimale. Alcuni autori hanno descritto delle euristiche per l'ordinamento degli assi, in grado di svolgere questo compito.
La necessità di ridimensionare gli assi nasce dal fatto che il grafico è basato sull'interpolazione (combinazione lineare) di coppie consecutive di variabili. Perciò le variabili devono essere in una scala comune ed esistono molti approcci diversi per trovare la rappresentazione ideale, che sono considerati come parte del processo di preparazione dei dati e possono rivelare diverse visualizzazioni informative.

## Generalizzazione delle Coordinate Parallele
Una generalizzazione delle Coordinate Parallele (GPCP) è stata proposta da (Moustafa e Wegman 2002). Seguendo questo approccio, i dati vengono trasformati prima di essere rappresentati sul grafico. Se la funzione di interpolazione è una Lagrangiana definita per casi, si ottiene un grafico a Coordinate Parallele tradizionale, altrimenti, se vengono usate delle splines come funzione di interpolazione si ottiene lo smooth parallel coordinates plot (SPCP). In questo grafico ogni osservazione è rappresentata come una curva parametrica, continua e ortogonale ad ogni asse parallelo.